# Houdini (Dua Lipa)
Houdini  is een nummer van de Brits-Albanese zangeres Dua Lipa. Het nummer werd op 10 november 2023 uitgebracht als de eerste single van haar derde studioalbum Radical Optimism, dat in 2024 uitkomt. De single behaalde de top van verschillende hitlijsten waaronder de Vlaamse Ultratop.

## Achtergrond
Eerder in 2023 kondigde Lipa aan dat haar aanstaande derde studioalbum ergens in 2024 zou verschijnen met een nieuw geluid, waarin ze afstand neemt van disco en meer psychedelia uit de jaren zeventig omarmt. Nadat ze in oktober 2023 al haar Instagram-posts had verwijderd, plaatste Lipa een foto van zichzelf in rood haar met de tekst "miss me?".  Op 27 oktober deelde ze een close-upfoto van een sleutel tussen haar tanden, met de boodschap "Catch me or I go". 
Lipa plaatste op 31 oktober 2023 een teaser van het nummer op haar sociale media, verwijzend naar de titel van het nummer in de post. Een herschikte combinatie van cijfers zou de naam Houdini spellen, genoemd naar Harry Houdini die op 31 oktober 1926 overleed. 
Het nummer kwam uiteindelijk uit op 10 november 2023. De week zelf werd het nummer aangeduid als MNM-Big Hit op MNM, 3FM Megahit en als Alarmschijf op de Nederlandse zender Qmusic. 
Een week later kwam het nummer in België meteen binnen op de eerste plaats. Haar zesde nummer 1-hit in Vlaanderen, dit in een tijdspanne van acht jaar. 

## Videoclip
De videoclip voor Houdini werd geregisseerd door Manu Cossu en naast het nummer uitgebracht. De volledige videoclip speelt zich af in een dansstudio, waar een roodharige Lipa een choreografie uitvoert met een groep roodharige mannelijke dansers. Volgens Vogue is de video een verwijzing naar de video voor Hung Up (2005) van Madonna.

## Hitlijsten

### NederlandseSingle Top 100
| Positie: | 11  | 11  | 14 | 20  | 36 | 40 | 64 | 16 | 13 | 16 | 14 | 13 | 8  | 12  | 10 |
| Week:    | 16  | 17  | 18 | 19  | 20 | 21 | 22 | 23 | 24 | 25 | 26 | 27 | 28 | 29  | 30 |
| Positie: | 9   | 15  | 18 | 22  | 21 | 25 | 31 | 37 | 49 | 58 | 58 | 82 | 88 | 100 | 91 |
| Week:    | 31  |     | 32 |     |    |    |    |    |    |    |    |    |    |     |    |
| Positie: | 100 | uit | 94 | uit |    |    |    |    |    |    |    |    |    |     |    |

### Ultratop 50 Vlaanderen
| Positie: | 1  | 2  | 6  | 6  | 5  | 2  | 11 | 5  | 5  | 3  | 2   | 2 | 2 | 2 |
| Week:    | 15 | 16 | 17 | 18 | 19 | 20 | 21 | 22 | 23 | 24 |     |   |   |   |
| Positie: | 6  | 9  | 7  | 16 | 15 | 16 | 15 | 23 | 25 | 32 | uit |   |   |   |

### NPO Radio 2 Top 2000
Houdini stond in 2024 voor het eerst in de NPO Radio 2 Top 2000, op plek 1536.